# Tro-Bro Léon 2013
Il Tro-Bro Léon 2013, trentesima edizione della corsa e valida come evento dell'UCI Europe Tour 2013 categoria 1.1, si svolse il 14 aprile 2013 su un percorso totale di circa 203,8 km. Fu vinto dal francese Francis Mourey che terminò la gara in 5h12'43", alla media di 39,1 km/h.
Al traguardo 80 ciclisti portarono a termine il percorso.

## Squadre e corridori partecipanti
| N.    | Cod. | Squadra                      |
| ----- | ---- | ---------------------------- |
| 1-8   | CSS  | Champion System              |
| 11-18 | ALM  | AG2R La Mondiale             |
| 21-28 | FDJ  | FDJ                          |
| 31-38 | VCD  | Vacansoleil-DCM              |
| 41-48 | BSE  | Bretagne-Séché Environnement |
| 51-58 | COF  | Cofidis, Solutions Credits   |
| 61-68 | SOJ  | Sojasun                      |
| 71-78 | EUC  | Team Europcar                |
| 81-88 | AND  | Androni Giocattoli-Venezuela |
| 91-98 | CJR  | Caja Rural                   |

| N.      | Cod. | Squadra                     |
| ------- | ---- | --------------------------- |
| 101-108 | CRE  | Crelan-Euphony              |
| 111-118 | IAM  | IAM Cycling                 |
| 121-128 | MTN  | MTN-Qhubeka                 |
| 131-138 | TSV  | Topsport Vlaanderen-Baloise |
| 141-148 | BIG  | BigMat-Auber 93             |
| 151-158 | LPM  | La Pomme Marseille          |
| 161-168 | RLM  | Roubaix-Lille Metropole     |
| 171-178 | RAL  | Team Raleigh                |
| 181-188 | ETI  | Etixx-Ihned                 |
| 191-198 | DOL  | Doltcini-Flanders           |

## Ordine d'arrivo (Top 10)
| Pos. | Corridore           | Squadra        | Tempo    |
| ---- | ------------------- | -------------- | -------- |
| 1    | Francis Mourey      | FDJ            | 5h12'43" |
| 2    | Johan Le Bon        | FDJ            | a 58"    |
| 3    | Anthony Geslin      | FDJ            | a 1'16"  |
| 4    | Gert Jõeäär         | Cofidis        | s.t.     |
| 5    | Rémi Cusin          | IAM Cycling    | s.t.     |
| 6    | Cyril Lemoine       | Sojasun        | s.t.     |
| 7    | Pierre-Luc Périchon | Bretagne-Séché | a 1'20"  |
| 8    | Cédric Pineau       | FDJ            | a 2'48"  |
| 9    | Florian Vachon      | Bretagne-Séché | s.t.     |
| 10   | Koen Barbé          | Crelan-Euphony | a 2'52"  |